# Biologiemodell

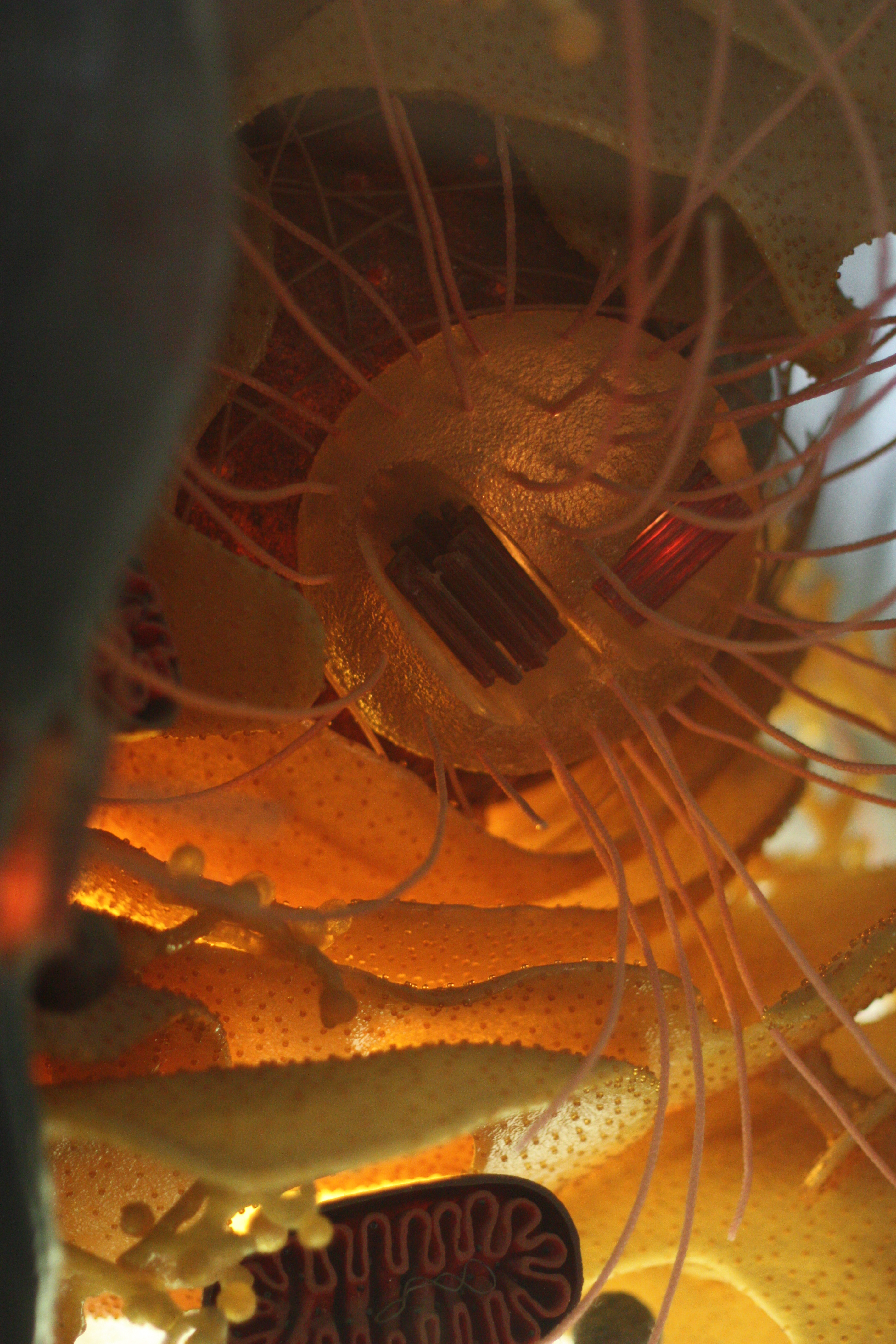
Modell einer Zelle

Ein Biologiemodell ist ein Modell, das sich an einem Vorbild aus der belebten Natur orientiert. Ein solches Biologiemodell kann ein künstlerisch oder rein technisch hergestelltes Abbild sein. Als Biologiemodell wird aber auch eine Versuchsanordnung in der medizinischen und biologischen Forschung bezeichnet, die zum Beispiel modellhaft für ein anderes Lebewesen steht.
Biologiemodellmacher ist ein 3-jähriger anerkannter Ausbildungsberuf in der Industrie.

## Einsatzgebiete
Biologiemodelle spielen in verschiedenen Bereichen eine Rolle:
- In Ausbildung und Unterricht dienen sie zu Demonstrationszwecken.
- Ebenso in Museen und Ausstellungen. Dort ersetzen sie auch wertvolle Originale, die zu empfindlich sind, um ausgestellt zu werden.
- In der Forschung werden sie zu Untersuchungs- und Versuchszwecken eingesetzt.
- In der Prothetik ersetzen Biomodelle echte Körperteile; Beispiele hierfür sind Zahnersatz und Endoprothesen.

Auch die Unterhaltungsindustrie bedient sich der Biologiemodelle. Abnehmer von Biomodellen sind zum Beispiel
- Wachsfigurenkabinette
- Geisterbahnen und Gruselkabinette
- Filmindustrie
- Fernsehen
- Theater

Besondere Anforderungen werden an bewegliche Biologiemodelle gestellt. Diese müssen die bei der Bewegung auftretenden Belastungen überstehen. Nicht immer ist natürliches Aussehen das Ziel bei der Fertigung von Biomodellen. Ein Beispiel sind etwa moderne Laufprothesen für den Behindertensport. Hier zählt Geschwindigkeit mehr als die Naturnähe.
Der Einsatz von Computern erlaubt besondere Möglichkeiten:
- Biomodelle können mittels CAD am Computer entworfen und im Computer virtuell getestet werden.
- Für den Einsatz im Bereich der Computergrafik können zunächst reale Biomodelle erstellt werden, um Aussehen und Bewegungsabläufe realistisch zu gestalten.
- Biomodelle lassen sich auch computergesteuert herstellen.
- In beweglichen Biomodellen können Computer zur Steuerung eingesetzt werden. Auch Fernsteuerung, sogar per Handy oder Internet, ist möglich.

Trotz allen Computereinsatzes, ist die Fertigung von Biologiemodellen auch heute noch oft Handarbeit, vor allem wenn es um die Fertigung von Einzelstücken geht. Die Fertigung von Biomodellen ist ein Ausbildungsberuf, der des Biologiemodellmachers.